# Drosophila hamifera
Drosophila hamifera är en tvåvingeart som beskrevs av Elmo Hardy och Kenneth Y. Kaneshiro 1968. Drosophila hamifera ingår i släktet Drosophila och familjen daggflugor.
Artens utbredningsområde är Hawaii.